# Albatrossia pectoralis
Albatrossia pectoralis és una espècie de peix de la família dels macrúrids i de l'ordre dels gadiformes.

## Morfologia
- Els mascles poden assolir 210 cm de llargària total i 86 kg de pes.[6]

## Reproducció
És ovípar i les larves planctòniques.

## Alimentació
Els individus adults mengen, principalment, cefalòpodes, peixos i gambes, i, secundàriament, ctenòfors, equinoderms, cucs, crancs i amfípodes.

## Depredadors
És depredat per Anoplopoma fimbria (Illes Kurils) i Reinhardtius hippoglossoides.

## Hàbitat
És un peix d'aigües profundes que viu entre 140-3500 m de fondària, tot i que, normalment, ho fa entre 700-1100.

## Distribució geogràfica
Es troba des del nord del Japó fins al Mar d'Okhotsk, el Mar de Bering, el Golf d'Alaska i el nord de Baixa Califòrnia (Mèxic).

## Longevitat
Pot arribar a viure 56 anys.